# Çayönü
Denna artikel handlar om bosättningen i Turkiet, för bosättningen på Cypern se Kalopsida.
Çayönü Tepesi  var ett bysamhälle i sydöstra Turkiet som existerade ungefär under tiden 8 600 till 6 800 f.Kr. Samhället låg 40 kilometer nordväst om Diyarbakır, vid foten av  Taurusbergen. Platsen ligger nära Boğazçay, en biflod till övre Tigris.

## Arkeologi

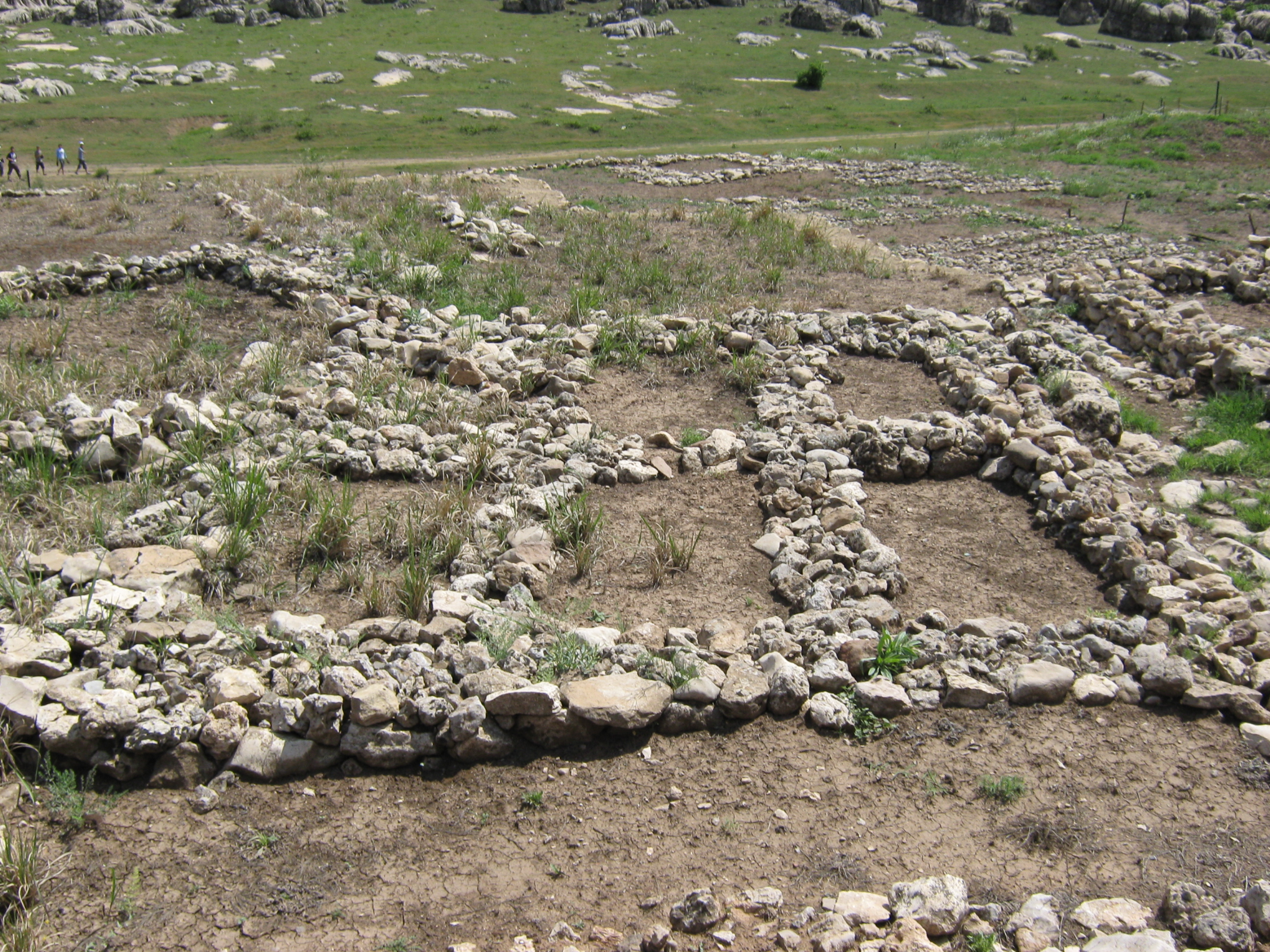
Ruiner i Cayönü

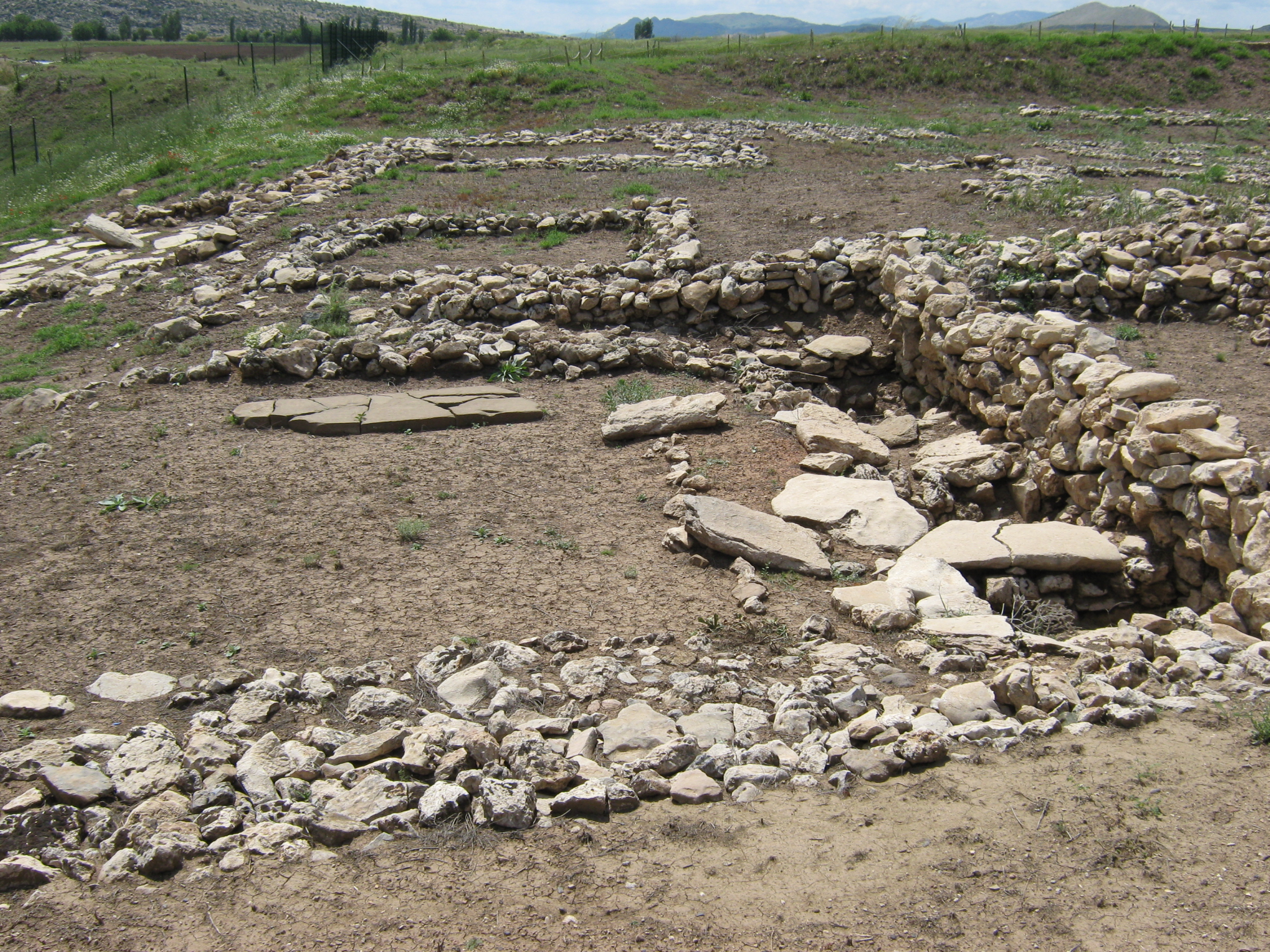
Så kallad skallbyggnad

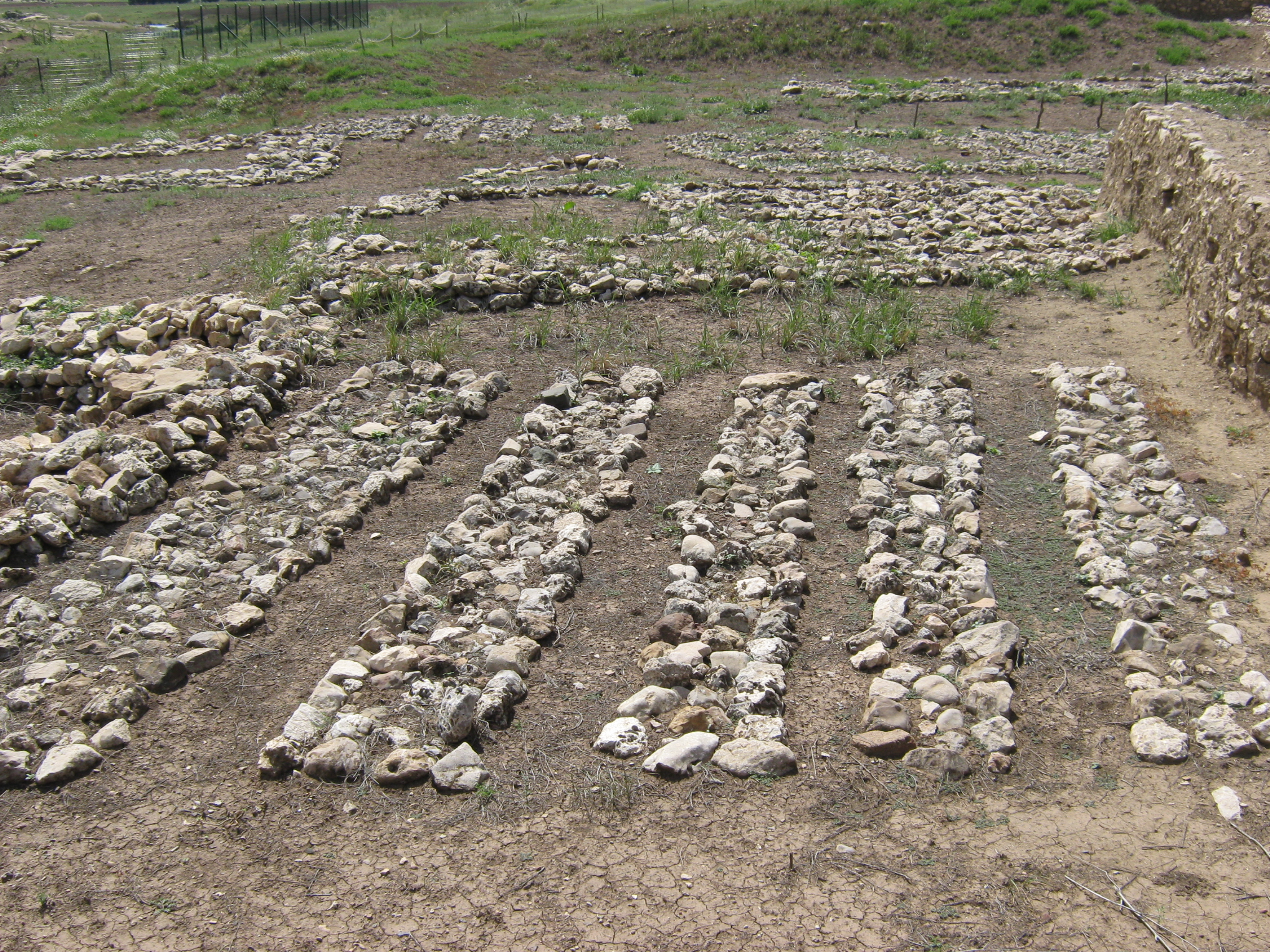
Grill-arkitektur

Boplatsen grävdes ut under 16 säsonger mellan 1964 och 1991, först av Robert Braidwood och Halet Çambel och sedan av Mehmet Özdoğan och  Aslı Erim Özdoğan. Boplatsen har lämningar av förkeramiskt neolitikum A (PPNA, engelska Pre-Pottery Neolithic A), förkeramiskt neolitikum B (PPNB, engelska the Pre-Pottery Neolithic B), och keramiskt neolitikum  (PN engelska Pottery Neolithic ).

### Stratigrafi
Stratigrafiskt indelas boplatslagren i flera olika faser med olika dominerande arkitektur i de olika nivåerna. Under den äldsta förkeramiska fasen neolitikum A dominerar först runda byggnader, sedan blir bebyggelsen av grill-typ (se bild). Under nästa fas, tidig PPNB, kallas arkitekturen channeled på engelska, mellanperioden av PPNB har kullerstensbelagd arkitektur och senare PPNB har arkitektur med celler, mindre rum. Under sista delen av PPNB övergår man till större rum.

### Fynd av djurben
Att man övergått till husdjur på boplatsen framgår av en kvantitativ bearbetning av benfynden. I byns äldre tid dominerar större vilt som hjort och uroxe. Senare dominerar husdjuren får och getter. I de tidiga nivåerna, även de lager som innehåller så kallade grill plan (se bild) dominerar uroxe över kronhjort. Dessa två tillsammans var ungefär dubbelt så vanliga som får och getter tillsammans. I de senare nivåerna var situationen omvänd, med ben av får och getter 13 gånger vanligare än uroxe och kronhjort tillsammans. Bilden är densamma oavsett om man räknar på relativ förekomst av arter, eller antalet av identifierade benfragment.
Çayönü är en trolig plats där svinet (sus scrofa) först har blivit domesticerat. Boplatsen övergick från jakt på uroxe och kronhjort till att hålla tama getter och får.

### Åkerbruk
Genetiska studier av emmervete, föregångaren till de flesta nutida vetesorterna, visar att sluttningarna på berget Karacadag som ligger i närheten av Çayönü, var en plats bland de  första för domesticeringen av emmer. Med en annan DNA teknik fann man istället att Kartal Daği var äldst. DNA-forskningen på sädesslagen är relativt ny och vetenskapens resultat är osäkra så den här typen av fakta kan komma att förändras. 6 mars 2006 rapporterade Der Spiegel att Max Planck Institutet för forskning inom växtodling i Köln, hade upptäckt att den genetiskt gemensamma ursprungsväxten för 68 nuvarande sädesslag växer vilt på sluttningarna av Karaca Dağ. Resultatet talar för att dessa sluttningar var bland de första att domesticera enkornsvete för 9 000 år sedan.
Robert Braidwood skrev "insofar as unit HA can be considered as representing all of the major pre-historic occupation at Cayonu, cultivated emmer along with cultivated einkorn was present from the earliest sub-phase".

### Begravningsriter
Skallbyggnaden har fått namnet eftersom ett stort antal skallar och extremitetsben av båda könen och unga individer hittades begravda där. Denna byggnad tycks ha varit långlivad, och blev ombyggd flera gånger. Totalt verkar cirka 400 individer ha begravts sekundärt där. Med sekundär begravning menas att kroppsdelar begravs först efter att kroppsdelar avlägsnats. Om hela kroppen begravs är det en primär begravning, men om delar av kroppen begravs först en tid efter dödsfall blir det en sekundär begravning. Första fasen av byggnadens användning var i början av boplatsens tid under stadiet med runda och så kallade grill-byggnader. Då begravdes cirka 120 personer sekundärt. Under samma tid begravdes ungefär 65 individer under samtida husbyggnader med rund form eller grillplan.
De flesta mänskliga kvarlevorna, 280 stycken, som  hittades i skallbyggnaden, placerades där under bosättningens mellersta tid, med Channelled och Cobble-Paved-husen. Det motsvarar ungefär tidig till mellanperioden av PPNB. Primära begravningar var mycket sällsynta i skallbyggnaden, bara en eller två. Sekundära begravningar under samtida hus var då färre, bara 30, och ofta är bara små skallfragment eller tänder bevarade.
Strukturen och funktionen av skallbyggnaden och det stora antalet begravda talar entydigt för att denna byggnad var viktig för innevånarna i Çayönü Tepesi. Denna gemensamhetsbyggnad tjänade som begravningsplats av de döda till fasen med hus med celler. Då återvände man till sedvänjan att primärt begrava under golven i husen. Det finns 135 sådana begravningar. Sekundära begravningar förekom oftast inte under husen. Çayönü Tepesi är unikt i området för denna stora mängd sekundära begravningar.
Vid undersökning av skallbyggnaden hittades blod av uroxe, får och get tillsammans med mänskligt blod. Fyndet av blod i ett hus med alla dessa kvarlevor av människor talar för att man praktiserat en för oss okänd ritual eller begravningssed. Enligt engelska wiki ska analys av blodspår som hittats på boplatsen ha tolkats som att man offrade människor på platsen.